# Henri XXIX Reuss d'Ebersdorf
Henri XXIX Reuss d'Ebersdorf (né le 21 juillet 1699 à Ebersdorf ; décédé le 22 mai 1747 à Herrnhaag) est un membre de la Maison de Reuss branche Cadette, et comte Ebersdorf de 1711 jusqu'à sa mort.

## Biographie
Henri est le fils du comte Henri X Reuss d'Ebersdorf et sa femme Erdmuthe-Bénigne de Solms-Laubach. Ils élèvent Henri selon les directives du Piétisme. Il se lie d'amitié avec le comte Nikolaus Ludwig von Zinzendorf. Il se marie le 7 septembre 1721 à Castell avec Sophie-Théodora de Castell-Remlingen (1703-1777), fille du comte Wolfgang-Thierry de Castell-Remlingen (en) et de la comtesse Dorothée-Renée de Zinzendorf (1669-1743). Au mariage, le comte Nicolas Ludwig rencontre la sœur d'Henri, Erdmuthe-Dorothée. Ils se marient un an plus tard.
Sous le comte Henri XXIX, une Église de Moravie est fondée à Ebersdorf, d'après le modèle de l'église que von Zinzendorf a fondé, dans la Haute Lusace à Herrnhut. Parce que les différences de classe sont largement éliminées dans cette église, tout le village se réunit dans la salle de bal du palais pour prier et chanter des cantiques. Le comte et ses serviteurs sont à traiter les uns les autres comme des « frères » dans l'église.

## Descendance
Le comte Henri XXIX et de la comtesse Sophie-Théodora de Castell-Remlingen ont treize enfants :
- Renate-Bénigne (1722-1747) ;
- Henri XXIV Reuss d'Ebersdorf (1724-1779) ;
- Henri XXVI (1725-1796) ;
- Henri XXVIII (30 août 1726 — 10 mai 1797), marié à Agnès Sophie (1720-1791), fille de Erdmann II de Promnitz ;
- Sophie-Auguste (1728-1753), mariée en 1748 au baron Louis de Weitelfshausen ;
- Charlotte-Louise (1729-1792) ;
- Henri XXXI (1731-1763) ;
- Henri XXXII (né en 1733, tué à la bataille de Lobositz le 1er octobre 1756) ;
- Henri XXXIII (1734-1791) ;
- Henri XXXIV (1737-1806) ;
- Christiane-Éléonore (1739-1761) ;
- Marie-Élisabeth (1740-1784), mariée en 1765 à Henri XXV, comte Reuss de Lobenstein ;
- Jeanne-Dorothée (1743-1801) mariée en 1770 à Christophe-Frédéric Levin de Trotha.

Le comte Henri XXIX est également l'arrière-arrière-grand-père de la reine Victoria

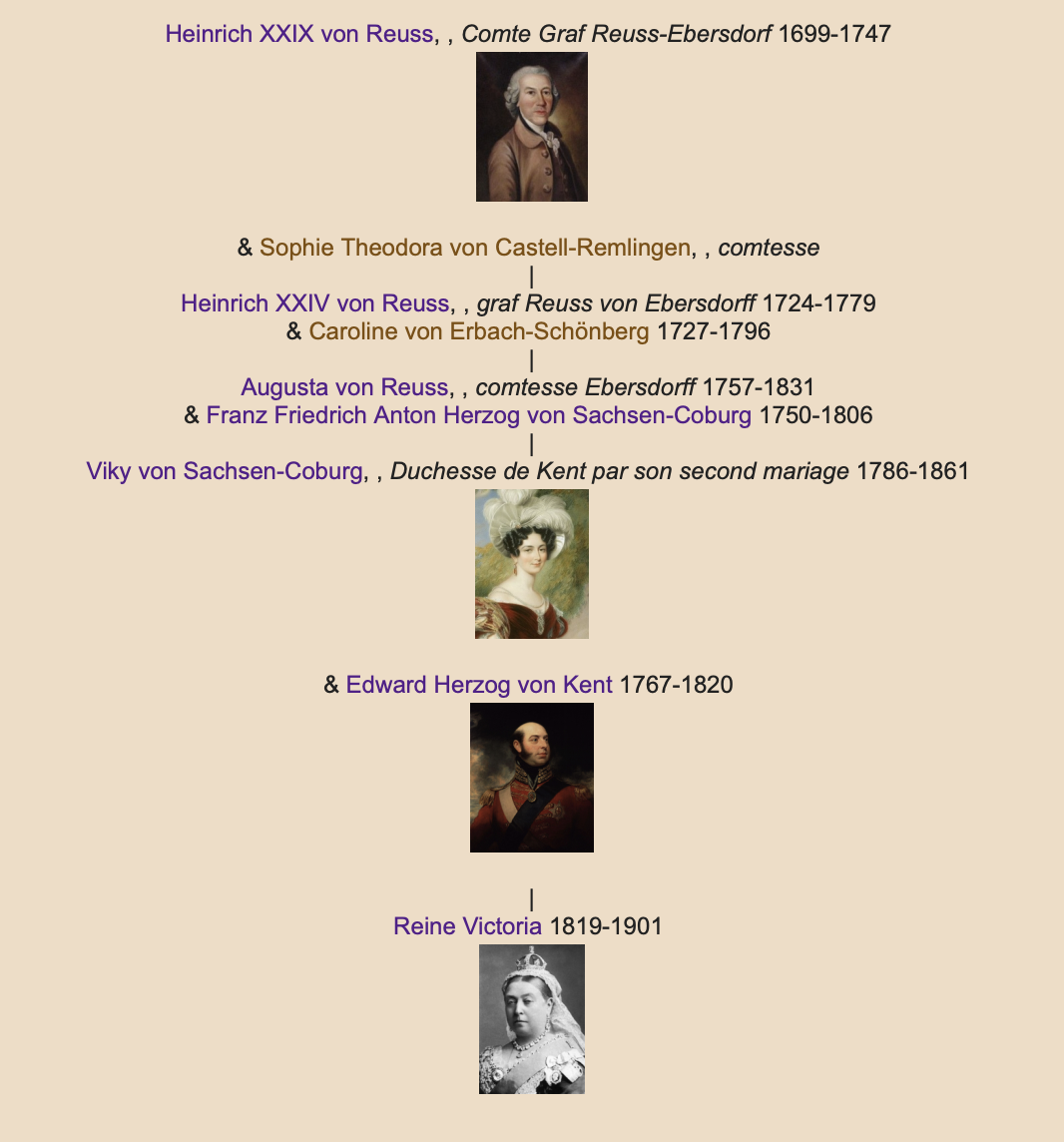
Ascendance de la reine Victoria de Kent avec le comte Henrich XXIX von Reuss